# Fallmeisterei (Kronach)
Fallmeisterei ist eine Wüstung auf dem Gemeindegebiet der Kreisstadt Kronach im Landkreis Kronach (Oberfranken, Bayern).

## Geographie
Die Einöde befand sich auf einer Höhe von 326 m ü. NHN am Kreutzweg, der an der Kalkhütte vorbei nach Kronach (1 km westlich) führte.

## Geschichte
Der Ort bestand in der ersten Hälfte des 19. Jahrhunderts auf dem Gemeindegebiet von Kronach und ersetzte die Wasenmühle, die bis dahin als Abdeckerei genutzt wurde. In dem amtlichen Ortsverzeichnis von 1964 wurde das Anwesen letztmals aufgelistet, auf den topographischen Karten bis 1967 wurde es noch verzeichnet. Mittlerweile befindet sich an seiner Stelle eine Neubausiedlung.

### Einwohnerentwicklung
| Jahr      | 001854 | 001861 | 001871 | 001885 | 001900 | 001925 | 001950 | 001961 |
| Einwohner |        | 11     | *      | *      | 10     | 4      | *      | *      |
| Häuser    | 1      |        |        | *      | 1      | 1      | *      | *      |
| Quelle    | [ 6 ]  | [ 7 ]  | [ 8 ]  | [ 9 ]  | [ 10 ] | [ 11 ] | [ 12 ] | [ 3 ]  |

## Religion
Der Ort war katholisch und nach St. Johannes der Täufer (Kronach) gepfarrt.

## Weblink
- Fallmeisterei in der Ortsdatenbank des bavarikon, abgerufen am 20. August 2021.